# Umăr

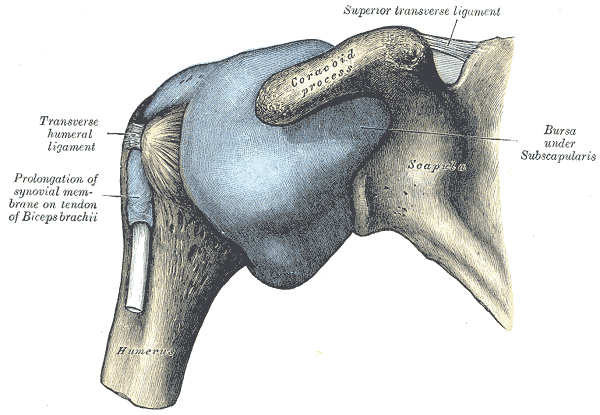
Capsula umăr-articulație. Privire anterioară.

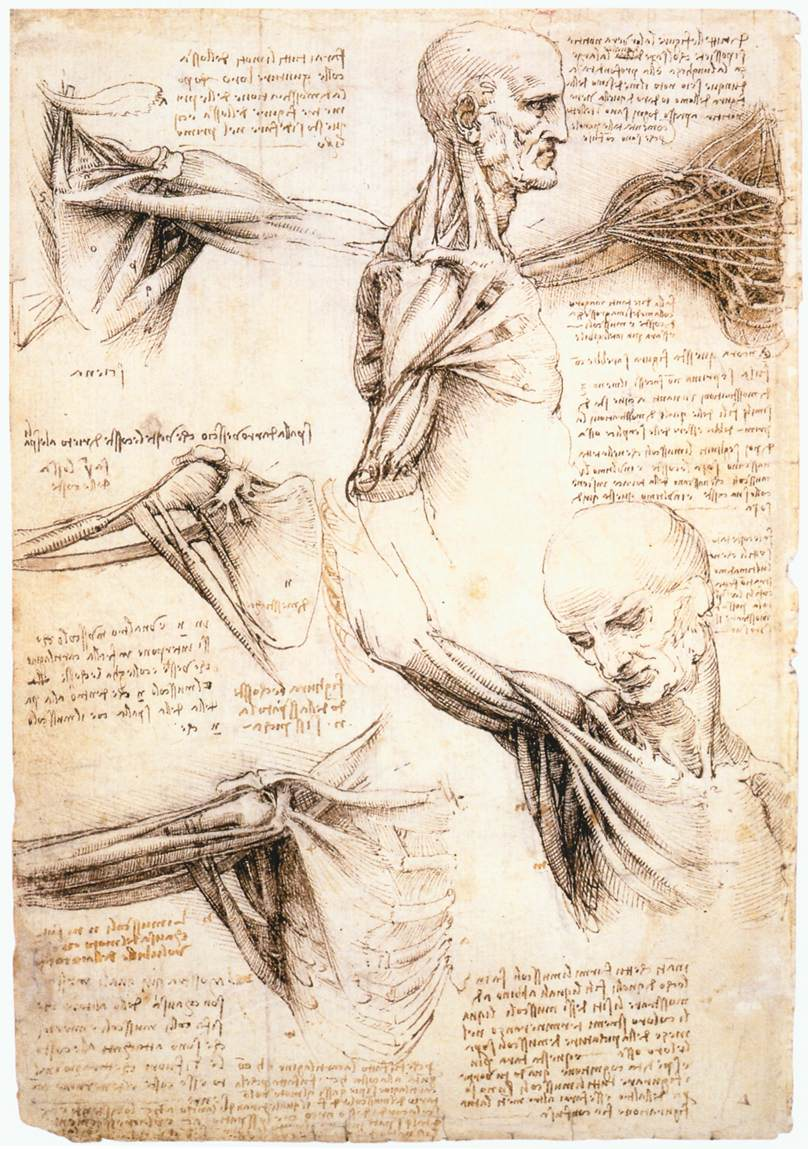
Studii anatomice ale umărului realizate de către Leonardo da Vinci c.1510

Umărul uman este alcătuit din trei oase: clavicula, scapula și humerusul (osul superior al brațului), precum și mușchii asociați, ligamentele și tendoanele. Marea articulație a umărului este articulația glenohumerală, la care, în general, se referă "articulația umărului". În anatomia umană, articulația umărului cuprinde partea corpului unde se atașează la humerus scapula, capul aflându-se în fosa glenoida. Umărul este un grup de structuri în regiunea articulației.
Umărul trebuie să fie destul de mobil pentru a permite o mare gamă de acțiuni ale brațelor și ale mâinilor, dar de asemenea destul de stabil pentru a permite ridicări, împingeri și apăsări.

## Cartilaje
Există două tipuri de cartilaj în articulație. Primul tip este cartilajul alb, aflat la sfârșitul oaselor, care permite ca oasele să alunece și să se miște fiecare. Când acest tip de cartilaj începe să se uzeze (proces numit artrită), articulația devine dureroasă și rigidă. Labrumul este al doilea tip de cartilaj al umărului, care este diferit în oarecare măsură față de cartilajul articular.